# Невгоди
Невго́ди — село в Україні, в Коростенському районі Житомирської області. Входить до складу Овруцької міської громади. Населення становить 448 осіб.

## Географія
На південному заході від села бере початок річка Перегірки, ліва притока Жерева.

## Історія
До 1994 року в селі ніколи не було церкви православної. Найближчі храми були в с. В'язовка, Великі Мошки та Велика Фосня. Стараннями й наполегливістю священика Михайла Ільницького, настоятеля церкви в с. В.Фосня 1989—1997 рр.,та бажанням Голови села Дмитра Григоровича Мошковського, великим зусиллями православних віруючих села Невгоди та села Веселівка(Бідуни) під керівництвом Василя Савчука (вже покійний), за участю порядних людей не тільки православного віросповідування, але й римо-католицького, переселенців на територію Невгодівської сільради внаслідок Чорнобильської катастрофи, вдалося переобладнати приміщення дитячого садка-ясел під православну Церкву. Таким чином вперше за всю історію села тут постав Храм в честь Казанської ікони Божої Матері.
Колишній орган місцевого самоуправління — Невгодівська сільська рада.